# 대한민국의 면 목록
다음은 현재 대한민국에 설치된 대한민국의 면 목록이다.
2020년 3월 25일 기준 대한민국에 설치된 면을 기준으로 한다. 순도시(행정동으로만 이루어진 시로 하위 행정구역에 읍·면이 없다)는 제외하였다.

## 부산광역시
- 기장군: 철마면

## 대구광역시
- 달성군: 하빈면, 구지면, 가창면
- 군위군: 소보면, 효령면, 부계면, 우보면, 의흥면, 산성면, 삼국유사면

## 인천광역시
- 강화군: 선원면, 불은면, 길상면, 화도면, 양도면, 서도면, 내가면, 하점면, 양사면, 송해면, 삼산면, 교동면
- 옹진군: 북도면, 백령면, 대청면, 영흥면, 자월면, 연평면, 덕적면

## 울산광역시
- 울주군: 서생면, 웅촌면, 두동면, 두서면, 상북면, 삼동면

## 경기도
- 김포시: 하성면, 월곶면, 대곶면
- 화성시: 매송면, 비봉면, 마도면, 송산면, 서신면, 팔탄면, 장안면, 양감면, 정남면
- 평택시: 진위면, 서탄면, 오성면, 고덕면, 현덕면
- 안성시: 보개면, 금광면, 서운면, 미양면, 대덕면, 양성면, 원곡면, 고삼면, 죽산면, 일죽면, 삼죽면
- 용인시: 원삼면(처인구), 백암면(처인구), 양지면(처인구)
- 이천시: 마장면, 백사면, 신둔면, 설성면, 호법면, 모가면, 율면
- 여주시: 점동면, 세종대왕면, 흥천면, 금사면, 산북면, 대신면, 북내면, 강천면
- 광주시: 퇴촌면, 남종면, 남한산성면
- 남양주시: 별내면, 수동면, 조안면
- 포천시: 군내면, 내촌면, 가산면, 신북면, 창수면, 영중면, 일동면, 이동면, 영북면, 관인면, 화현면
- 양주시: 은현면, 장흥면, 광적면, 남면
- 파주시: 탄현면, 광탄면, 월롱면, 파평면, 적성면, 군내면, 진동면, 진서면(민간인 비거주지), 장단면(민간인 비거주지)
- 연천군: 백학면, 장남면, 청산면, 군남면, 미산면, 왕징면, 신서면, 중면
- 가평군: 설악면, 청평면, 조종면, 상면, 북면
- 양평군: 강상면, 강하면, 양서면, 옥천면, 서종면, 단월면, 청운면, 양동면, 지평면, 용문면, 개군면

## 강원특별자치도
- 원주시: 소초면, 호저면, 지정면, 부론면, 귀래면, 흥업면, 판부면, 신림면
- 춘천시: 사북면, 남산면, 북산면, 동산면, 신동면, 동내면, 동면, 서면, 남면
- 강릉시: 성산면, 왕산면, 구정면, 강동면, 옥계면, 사천면, 연곡면
- 삼척시: 근덕면, 하장면, 노곡면, 미로면, 가곡면, 신기면
- 홍천군: 화촌면, 두촌면, 내촌면, 서석면, 북방면, 내면, 영귀미면, 남면, 서면
- 철원군: 근남면, 근북면, 근동면, 원남면, 원동면, 임남면, 서면, (근동면, 원남면, 임남면, 원동면  등 4개면은 군사작전구역으로 민간인이 거주하지 않는다)
- 화천군: 간동면, 하남면, 상서면, 사내면
- 양구군: 방산면, 해안면, 국토정중앙면, 동면
- 인제군: 서화면, 상남면, 기린면, 남면, 북면
- 고성군: 현내면, 죽왕면, 토성면, 수동면(민간인 비거주지)
- 양양군: 손양면, 현북면, 현남면, 강현면, 서면
- 횡성군: 우천면, 안흥면, 둔내면, 갑천면, 청일면, 공근면, 서원면, 강림면
- 평창군: 미탄면, 방림면, 대화면, 봉평면, 용평면, 진부면, 대관령면
- 영월군: 김삿갓면, 한반도면, 무릉도원면, 주천면, 산솔면, 북면, 남면
- 정선군: 북평면, 여량면, 임계면, 화암면, 남면

## 충청북도
- 청주시: 낭성면(상당구), 가덕면(상당구), 남일면(상당구), 미원면(상당구), 문의면(상당구), 남이면(서원구), 현도면(서원구), 북이면(청원구), 강내면(흥덕구), 옥산면(흥덕구)
- 충주시: 수안보면, 대소원면, 중앙탑면, 살미면, 신니면, 노은면, 양성면, 금가면, 동량면, 산척면, 엄정면, 소태면
- 제천시: 금성면, 청풍면, 수산면, 덕산면, 한수면, 송학면, 백운면
- 영동군: 추풍령면, 용산면, 황간면, 매곡면, 상촌면, 양강면, 용화면, 학산면, 양산면, 심천면
- 옥천군: 동이면, 안남면, 안내면, 청성면, 청산면, 이원면, 군서면, 군북면
- 보은군: 속리산면, 장안면, 마로면, 탄부면, 삼승면, 수한면, 회남면, 회인면, 산외면, 내북면
- 괴산군: 감물면, 장연면, 연풍면, 칠성면, 문광면, 청천면, 청안면, 사리면, 불정면, 소수면
- 증평군: 도안면
- 진천군: 광혜원면, 초평면, 백곡면, 이월면, 문백면
- 음성군: 소이면, 원남면, 맹동면, 대소면, 생극면, 감곡면, 삼성면
- 단양군: 대강면, 가곡면, 영춘면, 적성면, 단성면, 어상천면

## 충청남도
- 천안시: 입장면(서북구), 풍세면(동남구), 광덕면(동남구), 성남면(동남구), 수신면(동남구), 병천면(동남구), 북면(동남구)
- 아산시: 송악면, 탕정면, 음봉면, 둔포면, 영인면, 인주면, 선장면, 도고면, 신창면
- 당진시: 대호지면, 고대면, 석문면, 정미면, 순성면, 면천면, 우강면, 신평면, 송산면
- 서산시: 인지면, 부석면, 팔봉면, 지곡면, 성연면, 음암면, 운산면, 해미면, 고북면
- 보령시: 주포면, 주교면, 오천면, 천북면, 청소면, 청라면, 남포면, 주산면, 미산면, 성주면
- 공주시: 이인면, 탄천면, 계룡면, 반포면, 정안면, 의당면, 우성면, 신풍면, 사곡면
- 논산시: 성동면, 광석면, 노성면, 상월면, 부적면, 연산면, 벌곡면, 양촌면, 은진면, 채운면, 가야곡면
- 계룡시: 두마면, 엄사면, 신도안면
- 금산군: 금성면, 제원면, 부리면, 군북면, 남일면, 남이면, 진산면, 복수면, 추부면
- 부여군: 규암면, 은산면, 내산면, 구룡면, 옥산면, 홍산면, 충화면, 양화면, 임천면, 장암면, 세도면, 석성면, 초촌면, 남면
- 서천군: 마서면, 화양면, 기산면, 한산면, 마산면, 시초면, 문산면, 비인면, 서면
- 청양군: 운곡면, 대치면, 정산면, 청남면, 장평면, 남양면, 화성면, 비봉면, 목면
- 예산군: 대술면, 신양면, 광시면, 대흥면, 응봉면, 덕산면, 봉산면, 고덕면, 신암면, 오가면
- 홍성군: 금마면, 홍동면, 장곡면, 은하면, 결성면, 서부면, 갈산면, 구항면
- 태안군: 고남면, 근흥면, 원북면, 소원면, 이원면, 남면

## 전북특별자치도
- 익산시: 오산면, 황등면, 함라면, 웅포면, 성당면, 용안면, 낭산면, 망성면, 여산면, 금마면, 왕궁면, 춘포면, 삼기면, 용동면
- 군산시: 옥산면, 회현면, 임피면, 서수면, 대야면, 개정면, 성산면, 나포면, 옥도면, 옥서면
- 정읍시: 입암면, 소성면, 고부면, 영원면, 덕천면, 이평면, 정우면, 태인면, 감곡면, 옹동면, 칠보면, 산내면, 산외면, 북면
- 남원시: 주천면, 수지면, 송동면, 주생면, 금지면, 대강면, 대산면, 사매면, 덕과면, 보절면, 산동면, 이백면, 아영면, 산내면, 인월면
- 김제시: 죽산면, 백산면, 용지면, 백구면, 부량면, 공덕면, 청하면, 성덕면, 진봉면, 금구면, 봉산면, 황산면, 금산면, 광활면
- 완주군: 이서면, 상관면, 소양면, 구이면, 고산면, 비봉면, 운주면, 화산면, 동상면, 경천면
- 부안군: 주산면, 동진면, 행안면, 계화면, 보안면, 변산면, 진서면, 백산면, 상서면, 하서면, 줄포면, 위도면
- 고창군: 고수면, 아산면, 무장면, 공음면, 상하면, 해리면, 성송면, 대산면, 심원면, 흥덕면, 성내면, 신림면, 부안면
- 순창군: 인계면, 동계면, 적성면, 유등면, 풍산면, 금과면, 팔덕면, 복흥면, 쌍치면, 구림면
- 임실군: 청웅면, 운암면, 신평면, 성수면, 오수면, 신덕면, 삼계면, 관촌면, 강진면, 덕치면, 지사면
- 진안군: 용담면, 안천면, 동향면, 상전면, 백운면, 성수면, 마령면, 부귀면, 정천면, 주천면
- 무주군: 무풍면, 적상면, 안성면, 설천면, 부남면
- 장수군: 산서면, 번암면, 장계면, 천천면, 계남면, 계북면

## 전라남도
- 여수시: 소라면, 율촌면, 화양면, 화정면, 삼산면, 남면
- 순천시: 주암면, 송광면, 외서면, 낙안면, 별량면, 상사면, 해룡면, 황전면, 월등면, 서면
- 광양시: 봉강면, 옥룡면, 옥곡면, 진상면, 진월면, 다압면
- 나주시: 세지면, 왕곡면, 반남면, 공산면, 동강면, 다시면, 문평면, 노안면, 금천면, 산포면, 다도면, 봉황면
- 담양군: 가사문학면, 봉산면, 고서면, 창평면, 대덕면, 무정면, 금성면, 월산면, 대전면, 수북면, 용면
- 곡성군: 목사동면, 오곡면, 삼기면, 석곡면, 죽곡면, 고달면, 옥과면, 오산면, 입면, 겸면
- 구례군: 문척면, 간전면, 토지면, 마산면, 광의면, 산동면, 용방면
- 고흥군: 풍양면, 도덕면, 금산면, 도화면, 포두면, 봉래면, 동일면, 점암면, 영남면, 과역면, 남양면, 동강면, 대서면, 두원면
- 보성군: 노동면, 미력면, 겸백면, 율어면, 복내면, 웅치면, 문덕면, 조성면, 득량면, 회천면
- 화순군: 한천면, 동복면, 능주면, 춘양면, 청풍면, 이양면, 도곡면, 도암면, 이서면, 백아면, 사평면, 동면
- 장흥군: 용산면, 안양면, 장동면, 장평면, 유치면, 부산면, 회진면
- 강진군: 군동면, 칠량면, 도암면, 대구면, 신전면, 성전면, 작천면, 병영면, 마량면, 옴천면
- 해남군: 삼산면, 화산면, 현산면, 송지면, 북평면, 북일면, 옥천면, 계곡면, 마산면, 황산면, 산이면, 문내면, 화원면
- 영암군: 덕진면, 금정면, 군서면, 신북면, 시종면, 도포면, 서호면, 학산면, 미암면
- 무안군: 몽탄면, 청계면, 현경면, 망운면, 운남면, 해제면
- 함평군: 손불면, 신광면, 학교면, 엄다면, 대동면, 나산면, 해보면, 월야면
- 영광군: 법성면, 대마면, 묘량면, 불갑면, 군서면, 군남면, 염산면, 낙월면
- 장성군: 진원면, 동화면, 삼서면, 삼계면, 황룡면, 서삼면, 북일면, 북이면, 북하면, 남면
- 완도군: 군외면, 신지면, 고금면, 약산면, 청산면, 소안면, 금당면, 보길면, 생일면
- 진도군: 군내면, 고군면, 의신면, 임회면, 지산면, 조도면
- 신안군: 증도면, 임자면, 자은면, 비금면, 도초면, 흑산면, 하의면, 신의면, 장산면, 안좌면, 팔금면, 암태면

## 경상북도
- 포항시: 신광면(북구), 청하면(북구), 송라면(북구), 기계면(북구), 죽장면(북구), 기북면(북구), 대송면(남구), 동해면(남구), 장기면(남구), 호미곶면(남구)
- 구미시: 무을면, 옥성면, 도개면, 해평면, 장천면
- 경산시: 와촌면, 자인면, 용성면, 남산면, 남천면
- 경주시: 문무대왕면, 양남면, 내남면, 산내면, 현곡면, 강동면, 천북면, 서면
- 안동시: 와룡면, 북후면, 서후면, 남후면, 일직면, 풍천면, 남선면, 임하면, 길안면, 임동면, 예안면, 도산면, 녹전면
- 김천시: 농소면, 개령면, 감문면, 어모면, 봉산면, 대항면, 감천면, 조마면, 구성면, 지례면, 부항면, 대덕면, 증산면
- 영주시: 이산면, 평은면, 문수면, 장수면, 안정면, 봉현면, 순흥면, 단산면, 부석면
- 영천시: 청통면, 신녕면, 화산면, 화북면, 화남면, 자양면, 임고면, 고경면, 북안면, 대창면
- 상주시: 사벌국면, 중동면, 낙동면, 청리면, 공성면, 외남면, 내서면, 모동면, 모서면, 화동면, 화서면, 화북면, 화남면, 외서면, 공검면, 은척면, 이안면
- 문경시: 영순면, 산양면, 호계면, 산북면, 마성면, 동로면, 농암면
- 성주군: 선남면, 용암면, 수륜면, 가천면, 금수강산면, 대가면, 벽진면, 초전면, 월항면
- 고령군: 덕곡면, 운수면, 성산면, 다산면, 개진면, 우곡면, 쌍림면
- 청도군: 각남면, 각북면, 금천면, 매전면, 이서면, 운문면, 풍각면
- 의성군: 단촌면, 점곡면, 옥산면, 사곡면, 춘산면, 가음면, 금성면, 봉양면, 비안면, 구천면, 단밀면, 단북면, 안계면, 다인면, 신평면, 안평면, 안사면
- 청송군: 주왕산면, 부남면, 현동면, 현서면, 안덕면, 파천면, 진보면
- 영양군: 입암면, 청기면, 석보면, 일월면, 수비면
- 영덕군: 창수면, 병곡면, 영해면, 축산면, 지품면, 남정면, 강구면, 달산면
- 울진군: 금강송면, 근남면, 매화면, 기성면, 온정면, 죽변면, 후포면, 북면
- 봉화군: 물야면, 봉성면, 법전면, 춘양면, 소천면, 석포면, 재산면, 명호면, 상운면
- 예천군: 효자면, 은풍면, 용문면, 감천면, 보문면, 용궁면, 유천면, 개포면, 풍양면, 지보면
- 칠곡군: 동명면, 가산면, 약목면, 기산면
- 울릉군: 서면, 북면

## 경상남도
- 창원시: 구산면(마산합포구), 진북면(마산합포구), 진동면(마산합포구), 진전면(마산합포구), 대산면(의창구), 북면(의창구)
- 김해시: 주촌면, 진례면, 한림면, 생림면, 상동면, 대동면
- 양산시: 원동면, 상북면, 하북면, 동면
- 진주시: 일반성면, 이반성면, 내동면, 정촌면, 금곡면, 진성면, 사봉면, 지수면, 대곡면, 금산면, 집현면, 미천면, 명석면, 대평면, 수곡면
- 거제시: 거제면, 일운면, 동부면, 남부면, 둔덕면, 사등면, 연초면, 하청면, 장목면
- 통영시: 용남면, 도산면, 광도면, 욕지면, 한산면, 사량면
- 사천시: 정동면, 사남면, 용현면, 축동면, 곤양면, 곤명면, 서포면
- 밀양시: 부북면, 상동면, 산외면, 산내면, 상남면, 단장면, 초동면, 무안면, 청도면
- 함안군: 함안면, 군북면, 법수면, 대산면, 칠서면, 칠북면, 산인면, 여항면
- 거창군: 주상면, 웅양면, 고제면, 북상면, 위천면, 마리면, 남상면, 남하면, 신원면, 가조면, 가북면
- 창녕군: 고암면, 성산면, 대합면, 이방면, 유어면, 대지면, 계성면, 영산면, 장마면, 도천면, 길곡면, 부곡면
- 고성군: 삼산면, 하일면, 하이면, 상리면, 대가면, 영현면, 영오면, 개천면, 구만면, 회화면, 마암면, 동해면, 거류면
- 하동군: 화개면, 악양면, 적량면, 횡천면, 고전면, 금남면, 진교면, 양보면, 북천면, 청암면, 옥종면, 금성면
- 합천군: 봉산면, 묘산면, 가야면, 야로면, 율곡면, 초계면, 쌍책면, 덕곡면, 청덕면, 적중면, 대양면, 쌍백면, 삼가면, 가회면, 대병면, 용주면
- 남해군: 이동면, 삼동면, 상주면, 고현면, 설천면, 창선면, 미조면, 남면, 서면
- 함양군: 마천면, 휴천면, 유림면, 수동면, 지곡면, 안의면, 서상면, 서하면, 백전면, 병곡면
- 산청군: 차황면, 오부면, 생초면, 금서면, 삼장면, 시천면, 단성면, 신안면, 신등면, 생비량면
- 의령군: 가례면, 칠곡면, 대의면, 화정면, 용덕면, 정곡면, 지정면, 낙서면, 부림면, 봉수면, 궁류면, 유곡면

## 같이 보기
- 대한민국의 행정 구역